# Ryan Coogler

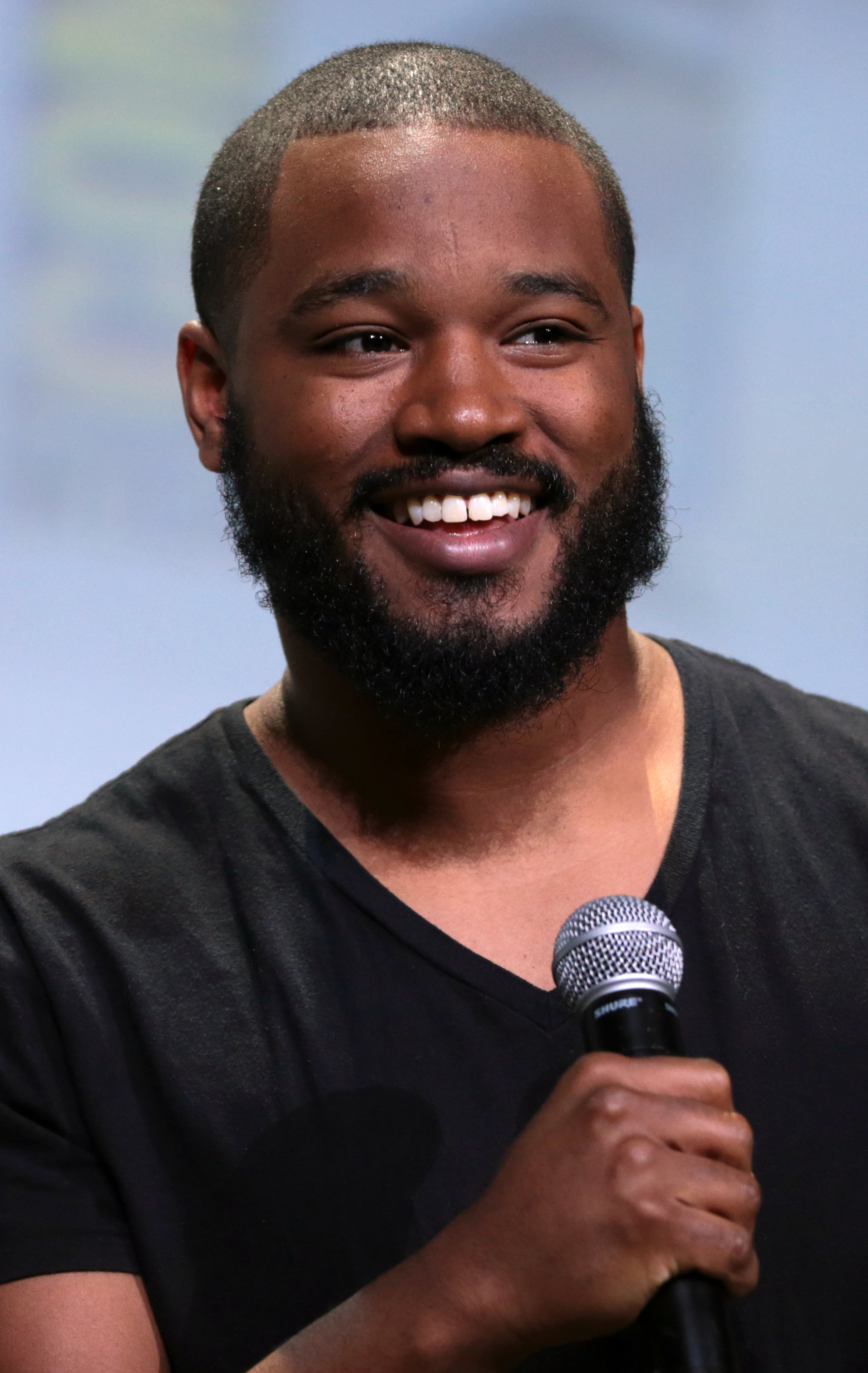
Ryan Coogler auf der San Diego Comic-Con International (2016)

Ryan Kyle Coogler (* 23. Mai 1986 in Oakland, Kalifornien) ist ein US-amerikanischer Filmregisseur und Drehbuchautor.

## Leben
Ryan Coogler wuchs in seiner Heimatstadt Oakland im US-Bundesstaat Kalifornien auf. Im Alter von acht Jahren zogen er und seine Familie nach Richmond, Kalifornien. Während seiner Kindheit betrieb er Leichtathletik und spielte Football. Der Football brachte ihm schließlich ein Stipendium für das private Saint Mary’s College in Moraga ein. Während dieser Zeit spielte er Wide Receiver und wollte Chemie studieren. Alle Football-Spieler hatten am College die Möglichkeit einen Kurs für kreatives Schreiben zu besuchen. Seine Kurslehrerin, Rosemary Graham, ermutigte ihn, aufgrund seiner guten Resultate, sich mit dem Schreiben von Drehbücher zu befassen.
Nachdem das Saint Mary’s College ihr Football-Programm im März 2004 beendete, wurde er zur California State University in Sacramento transferiert und erhielt dort ebenfalls ein Stipendium. Während seinen vier Jahren an der California State University fing er 112 Receptions und erzielte damit 1213 Yards und sechs Touchdowns. Er studierte als Hauptfach Finanzen und versuchte so viele Film-Vorlesungen wie möglich zu besuchen, falls es sein straffer Trainingsplan zuließ. Schließlich begann er an der USC School of Cinematic Arts ein Filmstudium. Während seiner Zeit an der USC führte Coogler bei insgesamt vier Kurzfilmen Regie, wobei drei dieser Filme verschiedene Preise gewinnen konnten. Sein erster Kurzfilm Locks (2009) gewann den Dana und Albert Broccoli Award for Filmmaking Excellence. Sein Kurzfilm Fig (2011), welcher von seinem Kommilitone Alex George Pickering geschrieben wurde, erhielt Preise bei der HBO Short Film Competition während des American Black Film Festivals, sowie beim DGA Student Film Award. Des Weiteren war er in der Kategorie Outstanding Independent Short Film bei den Black Reel Awards nominiert. Dies war auch die erste Zusammenarbeit mit dem Filmeditor Michael P. Shawver, eine Kooperation, die sich mehrfach wiederholte. Auch der von Coogler inszenierte Kurzfilm Gap (2011), welcher von Carol S. Lashof geschrieben wurde, konnte einen Jack Nicholson Award for Achievement in Directing gewinnen.
Im Jahr 2013 legte Coogler mit Nächster Halt: Fruitvale Station seinen ersten Langspielfilm vor. Darin zeichnet er die letzten 24 Stunden im Leben des Afroamerikaners Oscar Grant nach, der am Neujahrsmorgen 2009 an einer U-Bahn-Station in San Francisco von einem Polizisten erschossen worden war. Der Fall hatte in den USA für große Empörung gesorgt und zu Ausschreitungen geführt. Seine Premiere feierte der Film auf dem Sundance Film Festival, wo er zwei der wichtigsten Preise gewinnen konnte. Zudem wurde er im gleichen Jahr in die Sektion Un Certain Regard der Filmfestspiele von Cannes aufgenommen.
Im November 2015 erschien mit Creed – Rocky’s Legacy eine Fortsetzung der Rocky-Filmreihe, bei der Coogler die Regie übernahm. In den Hauptrollen ist neben Sylvester Stallone auch Michael B. Jordan zu sehen, mit dem Coogler bereits bei Nächster Halt: Fruitvale Station zusammenarbeitete. Diese Kooperation der beiden setzt sich bis heute fort. 
Bei der im Februar 2018 veröffentlichten Marvel-Verfilmung Black Panther führte Coogler die Regie. Der Film erhielt bei den Oscarverleihungen 2019 sieben Nominierungen und gewann drei Preise. Coogler selbst war nicht nominiert. Er verantwortete auch die Fortsetzung Black Panther: Wakanda Forever, die im November 2022 veröffentlicht wurde. Seine nächste Regiearbeit war der Horrorfilm Blood & Sinners (2025), bei dem er erneut mit Michael B. Jordan in der Hauptrolle arbeitete.
An dem Film Judas and the Black Messiah über den Black-Panther-Aktivisten Fred Hampton beteiligte sich Coogler als Produzent.

### Privates
Coogler ist Gründungsmitglied und Unterstützer der Kampagne Blackout For Human Rights, welche das Ziel verfolgt, Verletzungen von Menschenrechten sowie Rassismus in den USA zu dokumentieren.
Seit 2016 ist Coogler verheiratet.

## Filmografie
- 2009: Locks (Kurzfilm)
- 2011: Fig (Kurzfilm)
- 2011: Gap (Kurzfilm)[14]
- 2011: The Sculptor (Kurzfilm)
- 2013: Nächster Halt: Fruitvale Station (Fruitvale Station)
- 2015: Creed – Rocky’s Legacy (Creed)
- 2018: Black Panther
- 2021: Judas and the Black Messiah (Produktion)
- 2021: Space Jam: A New Legacy (Produktion)
- 2022: Black Panther: Wakanda Forever
- 2023: Creed III – Rocky’s Legacy (Creed III, Produktion und Story)
- 2023: Anthem (Dokumentarfilm, als Produzent)
- 2025: Blood & Sinners (Sinners)

## Auszeichnungen (Auswahl)
Oscar
- 2021: Nominierung in der Kategorie Bester Film für Judas and the Black Messiah (gemeinsam mit Charles D. King und Shaka King)
- 2023: Nominierung in der Kategorie Bester Song für Lift Me Up aus Black Panther: Wakanda Forever (gemeinsam mit Tems, Rihanna und Ludwig Göransson)

Golden Globe Award
- 2023: Nominierung in der Kategorie Bester Filmsong für Lift Me Up aus Black Panther: Wakanda Forever (gemeinsam mit Tems, Rihanna und Ludwig Göransson)

Weitere Auszeichnungen
- Sundance Film Festival
  - 2013: Großer Preis der Jury für den besten US-amerikanischen Spielfilm für Nächster Halt: Fruitvale Station
  - 2013: Publikumspreis für den besten US-amerikanischen Spielfilm für Nächster Halt: Fruitvale Station

- Internationale Filmfestspiele von Cannes
  - 2013: Prix de l’avenir für den besten Erstlingsfilm für Nächster Halt: Fruitvale Station

- New York Film Critics Circle Award
  - 2013: Preis für das beste Erstlingswerk für Nächster Halt: Fruitvale Station

- Independent Spirit Award
  - 2014: Preis für den besten Debütfilm für Nächster Halt: Fruitvale Station

- Satellite Award
  - 2018: Auteur Award[15]